# Józefa Czerniawska-Pęksa
Józefa Czerniawska-Pęksa (* 31. Januar 1937 in Zakopane) ist eine ehemalige polnische Skilangläuferin.

## Werdegang
Czerniawska-Pęksa, die für Wisła Zakopane startete, trat international erstmals bei den Olympischen Winterspielen 1956 in Cortina d’Ampezzo in Erscheinung. Dort belegte sie den 17. Platz über 10 km und zusammen mit Maria Gąsienica Bukowa und Zofia Krzeptowska den fünften Rang mit der Staffel. Bei den Nordischen Skiweltmeisterschaften 1958 in Lahti lief sie auf den 12. Platz über 10 km sowie zusammen mit Maria Gąsienica Bukowa und Stefania Biegun auf den vierten Platz in der Staffel und bei den Olympischen Winterspielen 1960 in Squaw Valley auf den 14. Platz über 10 km sowie zusammen mit Stefania Biegun und Helena Gąsienica Daniel auf den vierten Platz in der Staffel. Zwei Jahre später kam sie bei den Nordischen Skiweltmeisterschaften in Zakopane auf den 17. Platz über 5 km, auf den 16. Rang über 10 km und zusammen mit Weronika Stempak und Stefania Biegun auf den vierten Platz in der Staffel. Bei den Nordischen Skiweltmeisterschaften 1966 in Oslo belegte sie den 17. Platz über 10 km, den 16. Rang über 5 km sowie zusammen mit Weronika Budny und Stefania Biegun den siebten Platz in der Staffel. Letztmals international startete sie bei den Olympischen Winterspielen 1968 in Grenoble. Dort erreichte sie den 25. Platz über 10 km, den 23. Rang über 5 km und den siebten Platz mit der Staffel. Bei polnischen Meisterschaften siegte sie siebenmal mit der Staffel (1955–1961), viermal über 10 km (1956–1959) und dreimal über 5 km (1956, 1959, 1960). Zudem gewann sie in den Jahren 1958 und 1966 beim Czech-Marusarzówna-Memorial den 10-km-Lauf.

## Teilnahmen an Weltmeisterschaften und Olympischen Winterspielen

### Olympische Spiele
- 1956 Cortina d’Ampezzo: 5. Platz Staffel, 17. Platz 10 km
- 1960 Squaw Valley: 4. Platz Staffel, 14. Platz 10 km
- 1968 Grenoble: 5. Platz Staffel, 23. Platz 5 km, 25. Platz 10 km

### Nordische Skiweltmeisterschaften
- 1958 Lahti: 4. Platz Staffel, 12. Platz 10 km
- 1962 Zakopane: 4. Platz Staffel, 16. Platz 10 km, 17. Platz 5 km
- 1966 Oslo: 7. Platz Staffel, 16. Platz 5 km, 17. Platz 10 km